# 97
Évszázadok: i. e. 1. század – 1. század – 2. század
Évtizedek: 40-es évek – 50-es évek – 60-as évek – 70-es évek – 80-as évek – 90-es évek – 100-as évek – 110-es évek – 120-as évek – 130-as évek – 140-es évek
Évek: 92 – 93 – 94 – 95 –  96 – 97 – 98 – 99 – 100 – 101 – 102

## Események

### Római Birodalom
- Nerva császárt (helyettese márciustól Cnaeus Arrius Antoninus, májustól Marcus Annius Verus, júliustól Lucius Domitius Apollinaris, szeptembertől Quintus Glitius Atilius Agricola, novembertől Publius Cornelius Tacitus) és Lucius Verginius Rufust (helyettese Caius Calpurnius Piso, Lucius Neratius Priscus, Sextus Hermentidius Campanus, Lucius Pomponius Maternus és Marcus Ostorius Scapula) választják consulnak.
- Calpurnius Piso Crassus szenátor összeesküvést szervez Nerva császár ellen. Amikor Nerva tudomást szerez róla, maga mellé ülteti őt és társait a színházban és kardokat adat nekik, biztatva hogy nézzék meg elég élesek-e. Crassus feladja tervét, de a császár nem végezteti ki, csak Tarentumba száműzi.
- A Domitianushoz hű praetorianus gárda Casperius Aelianus vezetésével fellázad, blokád alá veszi a császári palotát és elfogja Nervát, aki kénytelen engedni követelésüknek és kivégezteti Domitianus gyilkosait. A császár belátja, hogy tennie kell valamit a hadseregben való népszerűsége növelésére és örökbe (és utódjául) fogadja az ismert hadvezért, Marcus Ulpius Traianust, akit visszahívnak Germania Superior provincia éléről.
- Sextus Iulius Frontinust nevezik ki Róma vízvezetékeinek kurátorává.
- A Krímen kényszermunkára ítélt I. Kelemen pápát kivégzik (egy hajón horgonyhoz kötözik és a tengerbe dobják). Utóda Evarisztosz.
- A 80 éves Timóteus epheszoszi püspök megpróbálja megállítani a Diana istennő tiszteletére rendezett felvonulást. A feldühödött lakosok összeverik és halálra kövezik.

### Kína
- Pan Csao hadvezér utasítja egyik tisztjét, Kan Jinget, hogy követként vegye fel a kapcsolatot a Római Birodalommal. Kan Jing eléri a "nyugati tengert" (a Földközi- vagy a Fekete-tengert), amivel ő jut legmesszebbre az ókori kínai utazók közül.

## Halálozások
- I. Kelemen pápa
- Szent Timóteus
- Tou kínai császárné

## Fordítás
- Ez a szócikk részben vagy egészben  az   AD 97 című angol Wikipédia-szócikk ezen változatának fordításán alapul.  Az eredeti cikk szerkesztőit annak laptörténete sorolja fel. Ez a jelzés csupán a megfogalmazás eredetét és a szerzői jogokat jelzi, nem szolgál a cikkben szereplő információk forrásmegjelöléseként.